# Oberonia pectinata
Oberonia pectinata är en orkidéart som beskrevs av Rudolf Schlechter. Oberonia pectinata ingår i släktet Oberonia och familjen orkidéer. Inga underarter finns listade i Catalogue of Life.